# Scytodes kinsukus
Scytodes kinsukus är en spindelart som beskrevs av Patel 1975. Scytodes kinsukus ingår i släktet Scytodes och familjen spottspindlar. Inga underarter finns listade i Catalogue of Life.